# Anomiopus pictus
Anomiopus pictus (лат.) — вид пластинчатоусых жуков рода Anomiopus из подсемейства скарабеины (Scarabaeinae). Неотропика: Бразилия, Перу, Эквадор. Длина тела от 7,7 до 8,0 мм; надкрылья от 3,6 до 3,9 мм; длина головы от 1,5 до 1,6 мм, ширина переднеспинки от 3,7 до 3,9 мм. Основная окраска головы,  переднеспинки надкрылий от темно-коричневого до почти черного, с зеленоватым металлическим отблеском. Навозный жук, населяет низинные вечнозелёные тропические леса Амазонии на высотах около 215 м. Встречается в октябре. Усики с 3-члениковой булавой. Задние голени с одной вершинной шпорой. Вид был впервые описан в 1862 году  немецким энтомологом E. von Harold (Мюнхен) по материалам, собранным им же в штате Амазонас (Бразилия).